# Apstar 6D
O Apstar 6D é um satélite de comunicação geoestacionário chinês que foi construído pela Academia Chinesa de Tecnologia Espacial (CAST). Ele está colocado na posição orbital de 134 graus de longitude leste e é operado pela APT Satellite Holdings Limited. O satélite foi baseado na plataforma DFH-5 Bus e sua expectativa de vida útil é de 15 anos.

## História
A APT Satellite assinou em julho de 2016, um contrato com a Corporação Industrial Grande Muralha da China (CGWIC) de Pequim para a construção e lançamento do satélite de comunicações Apstar 6D, que tem um sistema de propulsão elétrico.

## Lançamento
O satélite foi lançado com sucesso ao espaço em 9 de julho de 2020, por meio de um veículo Longa Marcha 3B/G2 a partir do Centro Espacial de Xichang, na China.